# カサンドラ・ウィルソン
カサンドラ・ウィルソン （Cassandra Wilson、1955年12月4日 - ）は、アメリカ・ミシシッピ州ジャクソン出身の女性ジャズ歌手・シンガーソングライター。1996年度・2008年度のグラミー賞最優秀ジャズ・ボーカル・アルバム賞の受賞者。1990年代を代表するジャズ歌手の一人として評価された。
レパートリーは広く、ジャズやブルースのスタンダード・ナンバーから、ポップス、ロックまで歌う。自作曲も多い。ブルージーな声質で、女性としては非常に低い声域を持つ。音楽スタイルはスウィング、ファンク、ボサノヴァの影響を受けている。

## 来歴
父のハーマン・フォークス・ジュニアは、サニー・ボーイ・ウィリアムソンIIやジェリー・マッケインの録音に参加したこともあるベーシストで、母はミシシッピ州で学校の教師をしていた。カサンドラはジャクソン州立大学でマスコミュニケーションの学位を取得した。
1980年代初頭、ジャスミンというニューオーリンズのジャズ・バンドで活動し、アルバム『トロピカル・ブリーズ』の録音に参加して初レコーディングを果たした。その後、ジャズにアフリカ音楽などの要素を取り入れて発展させようとした音楽家集団「M-BASEコレクティヴ」の一員としてインディーズのJMTレーベルで活動し、1986年にソロ・デビューした。1990年代初頭まで「M-BASEコレクティヴ」人脈との活動を続けた後、1993年にブルーノート・レコードから発売したメジャー第1作『ブルー・ライト・ティル・ドーン』が高い評価を得る。1996年に発表したアルバム『ニュー・ムーン・ドーター』で、初のグラミー賞受賞を果たす。1999年、マイルス・デイヴィスに捧げられたアルバム『トラヴェリング・マイルス』を発表。
ウィルソンは『タイム』誌2001年7月9日号において「アメリカズ・ベスト・シンガー」に選ばれ、「ソウルフルで官能的、かつ叙情的であり、彼女は偉大なジャズ・ボーカリスト達の伝統を引き継いでいる」と評された。
2008年のアルバム『ラヴァリー〜恋人のように』はグラミー賞最優秀ジャズ・ボーカル・アルバム賞を受賞し、自身2度目のグラミー受賞を果たした。
2014年にレガシー・レコーディングスへ移籍し、2015年にはビリー・ホリデイのレパートリーを取り上げたトリビュート・アルバム『カミング・フォース・バイ・デイ』をリリースした。

## ディスコグラフィ

### スタジオ・アルバム
- 『ポイント・オブ・ヴュー』 - Point of View (1986年)
- 『デイズ・アウェイ』 - Days Aweigh (1987年)
- 『ブルー・スカイ』 - Blue Skies (1988年)
- 『ジャンプワールド』 - Jumpworld (1989年)
- 『シー・フー・ウィープス』 - She Who Weeps (1991年)
- 『ダンス・トゥ・ザ・ドラムス・アゲイン』 - Dance to the Drums Again (1992年)
- 『アフター・ザ・ビギニング・アゲイン』 - After the Beginning Again (1992年)
- 『ブルー・ライト・ティル・ドーン』 - Blue Light 'Til Dawn (1993年)
- 『ニュー・ムーン・ドーター』　- New Moon Daughter (1996年)
- 『テネシー・ワルツ』 - Rendezvous (1997年) ※ジャッキー・テラソンとの連名
- 『トラヴェリング・マイルス』 - Traveling Miles (1999年)
- 『ベリー・オブ・ザ・サン』 - Belly of the Sun (2002年)
- 『グラマード』 - Glamoured (2003年)
- 『サンダーバード』 - Thunderbird (2006年)
- 『ラヴァリー〜恋人のように』 - Loverly (2008年)
- 『シルヴァー・ポニー』 - Silver Pony (2010年)
- 『アナザー・カントリー』 - Another Country (2012年)
- 『カミング・フォース・バイ・デイ』 - Coming Forth by Day (2015年)

### ライブ・アルバム
- 『ライヴ!』 - Live (1991年)

### コンピレーション・アルバム
- 『ソング・ブック』 - Songbook  (1995年)
- 『ベスト・オブ・カサンドラ・ウィルソン〜スタンダーズ』 - Sings Standards (2002年)
- 『クローサー・トゥ・ユー〜ザ・ベスト・ポップ・ヒッツ・コレクション』 - Closer to You: The Pop Side (2009年)